# Harmanpreet Kaur
Harmanpreet Kaur (* 8. März 1989 in Moga, Indien) ist eine indische Cricketspielerin und Mannschaftskapitänin der indischen Nationalmannschaft.

## Kindheit und Ausbildung
Kaur ist Tochter eines Volleyball- und Basketball-Spielers und ihre Eltern sind Sikhs. Der Vater war es auch, der sie früh zum Cricket gebracht hat und sie verfolgte den Sport seit dem sie an der Gian Jyoti School Academy zur Schule ging. Zunächst spielte sie vorwiegend zusammen mit Jungen. In der Saison 2006/07 gewann sie mit ihrem Team die nationale Schulmeisterschaft. Den indischen Selektoren fiel sie bei der Inter-Zone Under-19 One-Day Competition 2007/08 auf.

## Aktive Karriere

### Debüt in der Nationalmannschaft
Ihr Debüt in der Nationalmannschaft hatte sie im WODI-Cricket beim Women’s Cricket World Cup 2009 im ersten Spiel gegen Pakistan. Drei Monate später gab sie auch ihr Debüt im WTwenty20-Cricket beim ICC Women’s World Twenty20 2009. Aufsehen erregte sie erstmals bei der Tour Englands in Indien 2009/10, als sie im fünften WODI ein Half-Century über 84 Runs erzielte. Auf der gleichen Tour erzielte sie 33 und 30* Runs im zweiten und dritten WTwenty20-Spiel. Daraufhin konnte sie sich im Team etablieren. Beim ICC Women’s World Twenty20 2010 war ihre beste Leistung 24 Runs bei der Niederlage im Halbfinale gegen Australien. Bei der NatWest Women’s Quadrangular Series 2011 in England konnte sie 41 Runs gegen England, 31 Runs gegen Australien und 33 Runs gegen Neuseeland erzielen.
Im März 2012 konnte sie auf der Tour in den West Indies im dritten Spiel ein Half-Century über 50 Runs erzielen. In der daran anschließenden Tour Australiens in Indien erzielte sie in den WODIs zwei Half-Centuries (57 und 63 Runs), und in den WTwenty20s mit 57 Runs ein weiteres. Diese Leistungen bewahrten das Team dennoch nicht vor Niederlagen bei diesen Touren. Im Juli des Jahres auf der Tour in England erzielte sie zwei Half-Centuries (50 und 55 Runs). Beim ICC Women’s World Twenty20 2012 konnte sie nicht überzeugen.

### Etablierung als wichtige Spielerin
Beim heimischen Women’s Cricket World Cup 2013 gelang ihr ihr erstes WODI-Century gegen England als sie 107* Runs aus 109 Bällen erzielte, was die Niederlage und das ausscheiden in der Vorrunde des Turniers nicht abwenden konnte. In der daran anschließenden Tour gegen Bangladesch wurde sie als Kapitänin berufen und konnte im ersten WODI ein Fifty über 63* Runs und im zweiten Spiel ein Century über 103* Runs aus 100 Bällen erzielen. Beim ICC Women’s World Twenty20 2014 war ihre beste Leistung ein Half-Century über 77 Runs gegen Bangladesch. Ihr WTest-Debüt gab sie auf der Tour in England im Sommer 2014. Im November bestritt die ihren zweiten WTest gegen Südafrika und erzielte als Bowlerin 5/44 und 4/41 in den beiden Innings. Auch zog sie im Jahr 2014 nach Mumbai, wo sie begann für Western Railway zu arbeiten und für das Railways-Team zu spielen. Dies führte zunächst zu einem Leistungsabfall, da die Bedingungen für die in Mumbai nicht ideal waren.

### Kapitänsrolle und Aufstieg in die Weltspitze

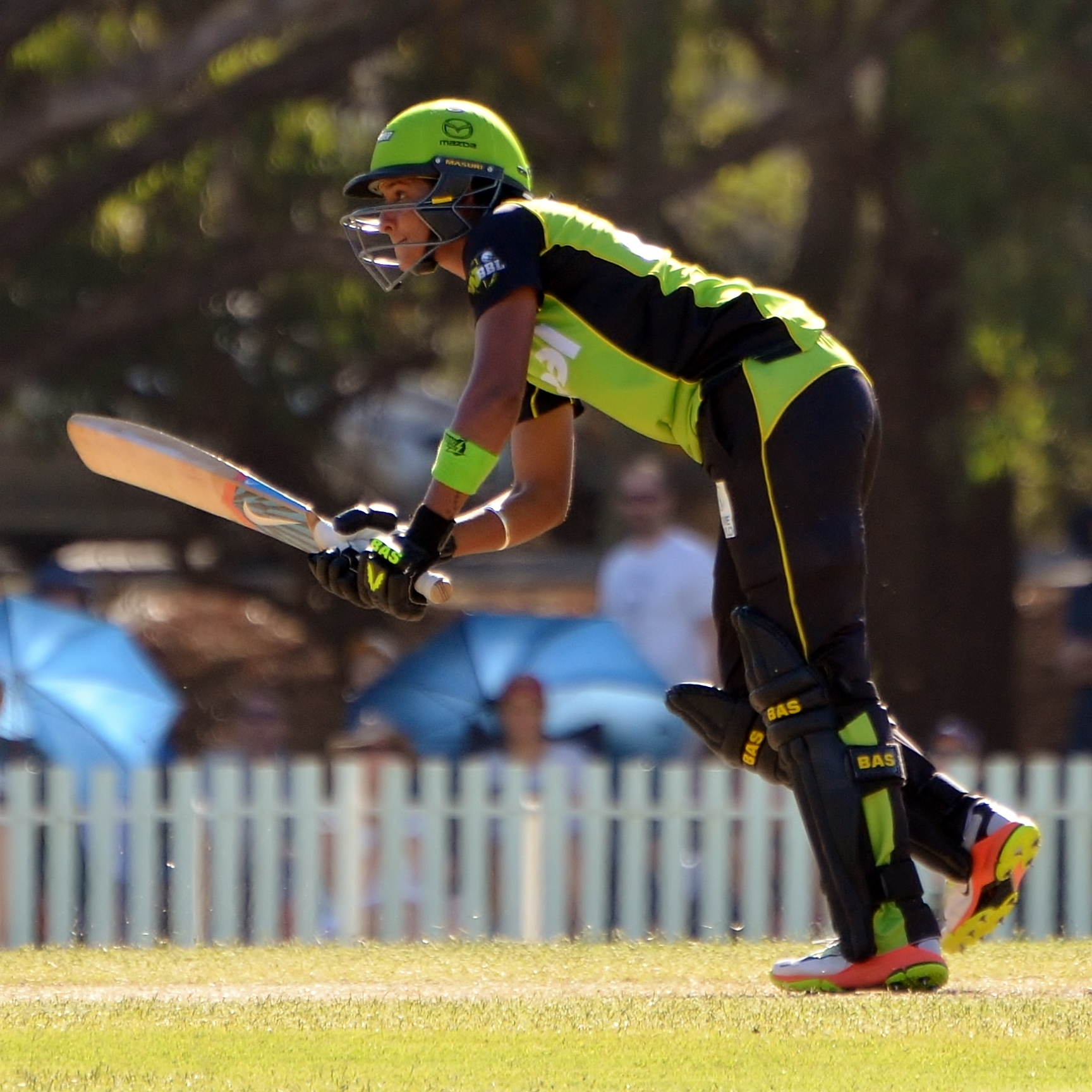
Kaur in der WBBL 2016/17

Im Januar 2016 wurde sie als Kapitänin der WTwenty20-Nationalmannschaft berufen. Im Februar erzielte sie ein Half-Century über 50 Runs im ersten WODI der Tour Sri Lankas in Indien. Sie führte das indische Team beim heimischen ICC Women’s World Twenty20 2016 an, wobei ihre beste Leistung 40 Runs im Spiel gegen Bangladesch waren, was ihr eine Spielerin-des-Spiels-Auszeichnung einbrachte und zum einzigen Sieg bei dem Turnier führte. Auch erzielte sie 4/14 im Bowling gegen die West Indies. Im Sommer wurde sie als erste Inderin für das Franchise Sydney Thunder in der Women’s Big Bash League in Australien verpflichtet und ein Jahr später geschah gleiches für die Surrey Stars in der englischen Women’s Cricket Super League, für die sie jedoch letztendlich nicht spielte. Im November 2016 führte sie das indische Team gegen die West Indies zu einer 0–3-Niederlage, als sie selbst 68*, 43 und 60* Runs und damit zwei Half-Centuries in den WTwenty20 erzielte.
Beim Women’s Cricket World Cup 2017 erfolgte der endgültige Durchbruch auf Weltebene. In der Vorrunde tat sie sich zunächst schwer, konnte aber im letzten Spiel gegen Neuseeland mit 60 Runs ein Half-Century erzielen und so dazu beitragen das Indien im entscheidenden Spiel das Halbfinale erreichte. Dort trafen sie auf die favorisierten Australierinnen und Kaur erreichte ein ungeschlagenes Century über 171* Runs aus 115 Bällen, womit sie weltweit Aufmerksamkeit erregte. Damit erreichten sie das Finale gegen Gastgeber England, ein Ereignis das in Indien eine Einschaltquote von 126 Millionen erzielte. Dort unterlagen sie, nachdem Kaur ein weiteres Half-Century über 50 Runs erzielen konnte.

### Stabilisierung an der Spitze
Bei ihrem nächsten WODI-Auftritt auf der Tour in Südafrika im Januar 2018 konnte sie mit 55* Runs im zweiten Spiel ein weiteres Fifty erzielen. Zur Eröffnung des ICC Women’s World Twenty20 2018 konnte sie gegen Neuseeland ein Century über 103 Runs aus 51 Bällen erzielen. Mit 43 Runs im letzten Gruppenspiel gegen Australien konnte sie den Gruppensieg sichern, jedoch scheiterte das Team im Halbfinale an England. Zwei Jahre später beim ICC Women’s T20 World Cup 2020 erreichte sie als Kapitänin abermals das Halbfinale als Vorrunden-Gruppen-Siegerin. Dieses wurde jedoch auf Grund von Regenfällen abgesagt und Indien stand kampflos im Finale gegen Australien, was sie jedoch verloren. Kaur selbst hatte ein schwaches Turnier.
Im März 2021 bei der Tour Südafrikas in Indien erzielte sie im vierten WODI ein Fifty über 54 Runs. Im Sommer verletzte sie sich am Oberschenkel und später am Daumen. Im Februar 2022 erreichte sie in der Vorbereitung zur kommenden Weltmeisterschaft ein Fifty (63 Runs) in der WODI-Serie in Neuseeland. Beim Women’s Cricket World Cup 2022 erreichte sie gegen Neuseeland (71 Runs) und Australien (57* Runs) je ein Fifty, und gegen die West Indies ein Century über 109 Runs aus 107 Bällen. Im entscheidenden letzten Spiel der Vorrunde steuerte sie zwar 48 Runs gegen Südafrika bei, jedoch verpasste das Team das Halbfinale. Im Juli erreichte sie in der WODI-Serie in Sri Lanka ein Fifty über 75 Runs, wofür sie als Spielrin des Spiels und er Serie ausgezeichnet wurde. für Indien nahm sie dann an den Commonwealth Games 2022 Teil und erreichte dabei gegen Australien in der Vorrunde (52 Runs) und beim verloren Finale (65 Runs) je ein Fifty. Im September gelangen ihr in der WODI-Serie in England erst ein Fifty über 74* Runs und dann ein Century über 143* Runs aus 111 Bällen.

### Enttäuschungen bei grossen Turnieren
Im Oktober 2022 führte sie das Team zum Gewinn des Women’s Twenty20 Asia Cup 2022, wobei ihre beste Leistung 36 Runs im Halbfinale gegen Thailand waren. Zu Beginn des Jahres 2023 erreichte sie bei einem heimischen Drei-Nationen-Turnier gegen die West Indies ein Fifty über 56* Runs. Beim darauf folgenden ICC Women’s T20 World Cup 2023 erzielte sie im Halbfinale ein Fifty über 52 Runs gegen Australien, was jedoch nicht zum Finaleinzug ausreichte. Im Juli 2023 reiste das Team nach Bangladesch, wo ihr je ein Fifty in den WODIs (52 Runs) und WTwenty20s (54* Runs) gelang. Ein Jahr darauf kam Südafrika nach Indien, und ihr gelang im WTest ein Fifty über 69 Runs. In der ODI-Serie konnte sie dann ein Century über 103* Runs aus 88 Bällen erzielen, wofür sie ausgezeichnet wurde. Während des folgenden Women’s Twenty20 Asia Cup 2024 erreichte sie ein Fifty (66 Runs) gegen die Vereinigten Arabischen Emirate. Im Finale Unterlagen die Mannschaft gegen Sri Lanka. Im Oktober fand der ICC Women’s T20 World Cup 2024 statt. Hier erreichte sie ein Fifty über 52* Runs gegen Sri Lanka, wofür sie ausgezeichnet wurde. Im folgenden Spiel gegen Australien konnte sie erneut ein Half-Century über 54* Runs gegen Australien beisteuern. Jedoch reichte dies nicht zum Sieg und so schied man schon in der Vorrunde aus. Nach dem Turnier erreichte sie ein Fifty über 59* Runs in der ODI-Serie gegen Neuseeland.

## Auszeichnungen

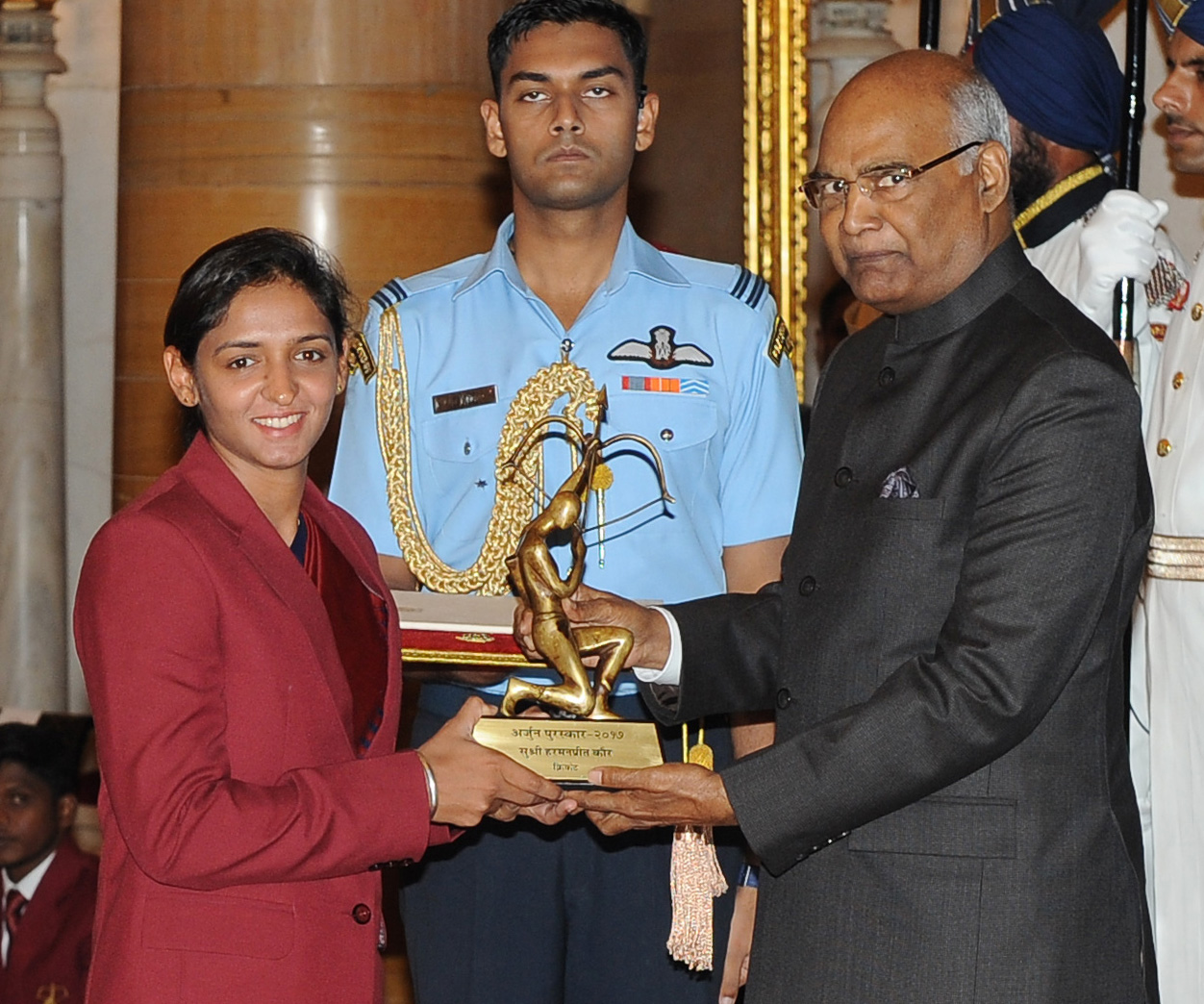
Kaur bei der Verleihung des Arjuna Award 2017

In Folge der Leistungen bei der Weltmeisterschaft wurde Kaur mit dem Arjuna Award 2017 ausgezeichnet. Sie wurde in dem Jahr ebenso in die Forbes India's „30 under 30“-Liste aufgenommen.